# Élection présidentielle moldave de 2016
L'élection présidentielle moldave de 2016 a lieu les 30 octobre et 13 novembre 2016 afin d'élire afin d'élire le président de la république de Moldavie. Il s'agit de la première élection présidentielle dans le pays au suffrage universel direct depuis 1996. Elle fait suite à la décision de la Cour constitutionnelle du 4 mars 2016, qui a déclaré inconstitutionnelle la réforme constitutionnelle moldave de 2000 ayant mené à l'élection jusqu'alors indirecte du président de la République par le Parlement. À l'élection précédait un mouvement protestataire en 2015.

## Mode de scrutin
Le président moldave est élu au scrutin uninominal majoritaire à deux tours. Est élu le candidat ayant recueilli la majorité absolue des suffrages exprimés au premier tour, à condition que le quorum de participation de 33 % des inscrits ait été franchit. À défaut, un second tour est organisé entre les deux candidats arrivés en tête, et celui recueillant le plus de voix est déclaré élu, sans condition de participation.

## Candidats
| Candidat | Candidat                | Parti                                              |
| -------- | ----------------------- | -------------------------------------------------- |
|          | Mihai Ghimpu            | Parti libéral                                      |
|          | Iurie Leancă            | Parti populaire européen de Moldavie               |
|          | Dumitru Ciubașenco (en) | Notre Parti                                        |
|          | Maia Sandu              | Parti action et solidarité                         |
|          | Igor Dodon              | Parti des socialistes de la république de Moldavie |
|          | Ana Guțu (en)           | Parti de l'unité nationale                         |
|          | Valeriu Ghilețchi       | Indépendant                                        |
|          | Maia Laguta             | Indépendant                                        |
|          | Silvia Radu             | Indépendant                                        |

## Sondages
| Date             | Source du sondage | Taille de l'échantillon | Igor Dodon | Maia Sandu                              |           | Andrei Năstase | Vladimir Voronin | Iurie Leancă | Marian Lupu | Autres | Indécis | Différentiel entre le premier et le second |       |       |       |        |        |       |
| Date             | Source du sondage | Taille de l'échantillon | Dodon PSRM | Sandu PAS                               | Usatîi PN | Năstase PPDA   | Voronin PCRM     | Leancă PPEM  | Lupu PDM    | Autres | Indécis | Différentiel entre le premier et le second |       |       |       |        |        |       |
| ---------------- | ----------------- | ----------------------- | ---------- | --------------------------------------- | --------- | -------------- | ---------------- | ------------ | ----------- | ------ | ------- | ------------------------------------------ | ----- | ----- | ----- | ------ | ------ | ----- |
| Date             | Source du sondage | Taille de l'échantillon | 11–20 mars | Ziarul Timpul și Fondul Opiniei Publice | 1 792     | 11,7 %         | 9,0 %            | 9,7 %        | 7,6 %       | Autres | Indécis | Différentiel entre le premier et le second | 4,9 % | 3,6 % | 3,4 % | 10,3 % | 14,2 % | 2,0 % |
| 11–25 mars       | IRI               | 1 500                   | 18 %       | 10 %                                    | 20 %      | 12 %           | 6 %              | 3 %          | 5 %         | 14 %   | 18 %    | 2%                                         |       |       |       |        |        |       |
| 1–10 avril       | ASDM              | 1 169                   | 18,1 %     | 12,4 %                                  | 10,9 %    | 10,3 %         | 6,9 %            | 5,7 %        | 3,6 %       | 19,2 % | 9,5 %   | 5,7 %                                      |       |       |       |        |        |       |
| 16–23 avril      | IPP               | 1 143                   | 18,5 %     | 12,9 %                                  | 4,8 %     | 7,7 %          | 4,8 %            | 2,6 %        | 2,2 %       | 9,4 %  | 37,1 %  | 5,6 %                                      |       |       |       |        |        |       |
| Mai              | NDI               |                         | 20 %       | 14 %                                    |           | 13 %           | 7 %              | 5 %          | 5 %         |        | 24 %    | 6 %                                        |       |       |       |        |        |       |
| 21 mai – 15 juin | FOP               | 4 626                   | 18,1 %     | 11,4 %                                  | 9,0 %     | 7,7 %          | 5,1 %            | 3,9 %        | 3,7 %       | 8,6 %  | 10,2 %  | 6,7 %                                      |       |       |       |        |        |       |
| 2-10 septembre   | ASDM              | 1 179                   | 29,0 %     | 12,9 %                                  |           | 11,1 %         |                  | 6,5 %        | 9,9 %       | 6,8 %  | 12,1 %  | 16,1 %                                     |       |       |       |        |        |       |
| 14-25 septembre  | IDIS              | 1 108                   | 23,1 %     | 7,9 %                                   |           | 7,7 %          |                  | 3,2 %        | 7,6 %       | 11,2 % | 27,5 %  | 15,2 %                                     |       |       |       |        |        |       |

## Résultats
| Candidat                 | Candidat                 | Parti                    | 1er tour  | 1er tour | 2d tour   | 2d tour |
| Candidat                 | Candidat                 | Parti                    | Voix      | %        | Voix      | %       |
| ------------------------ | ------------------------ | ------------------------ | --------- | -------- | --------- | ------- |
|                          | Igor Dodon               | PSRM                     | 680 550   | 47,98    | 834 081   | 52,11   |
|                          | Maia Sandu               | PAS                      | 549 152   | 38,71    | 766 593   | 47,89   |
|                          | Dumitru Ciubașenco (en)  | PN                       | 85 466    | 6,03     |           |         |
|                          | Iurie Leancă             | PPEM                     | 44 065    | 3,11     |           |         |
|                          | Mihai Ghimpu             | PL                       | 25 490    | 1,80     |           |         |
|                          | Valeriu Ghilețchi        | SE                       | 15 354    | 1,08     |           |         |
|                          | Maia Laguta              | SE                       | 10 712    | 0,76     |           |         |
|                          | Silvia Radu              | SE                       | 5 276     | 0,37     |           |         |
|                          | Ana Guțu                 | PUN                      | 2 453     | 0,17     |           |         |
|                          |                          |                          |           |          |           |         |
| Suffrages exprimés       | Suffrages exprimés       | Suffrages exprimés       | 1 418 518 | 98,46    | 1 600 674 | 99,17   |
| Votes blancs et nuls     | Votes blancs et nuls     | Votes blancs et nuls     | 22 215    | 1,54     | 13 349    | 0,83    |
| Total                    | Total                    | Total                    | 1 440 733 | 100,00   | 1 614 023 | 100,00  |
| Abstentions              | Abstentions              | Abstentions              | 1 488 961 | 50,82    | 1 405 472 | 46,55   |
| Inscrits / participation | Inscrits / participation | Inscrits / participation | 2 929 694 | 49,18    | 3 019 495 | 53,45   |

 Représentation des résultats du second tour :
| Igor Dodon (52,11 %) |  |  | Maia Sandu (47,89 %) |
| ▲                    |  |  |                      |
| Majorité absolue     |  |  |                      |

## Analyse

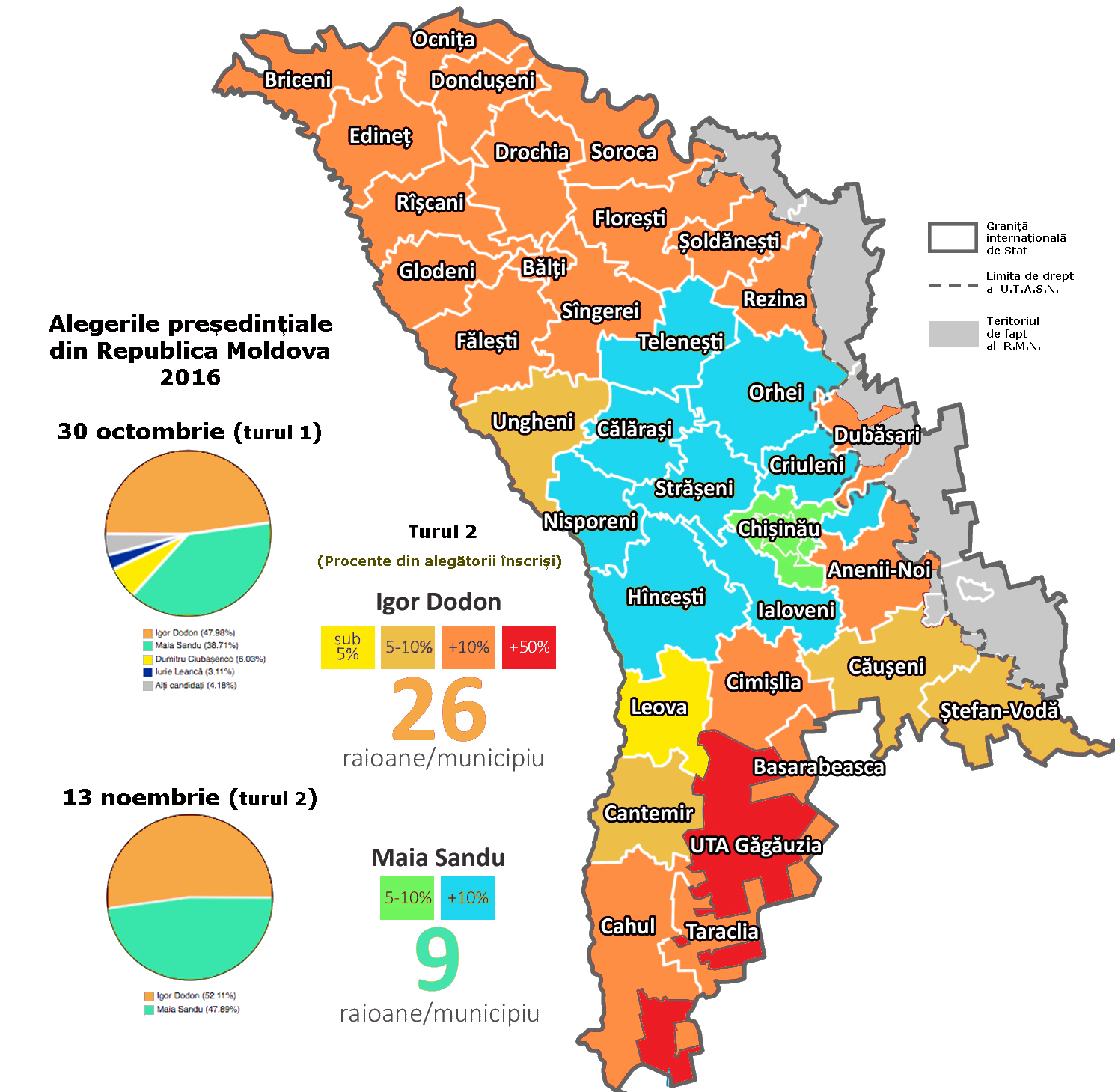
Candidat arrivé en tête par raion et municipalité au 1er et :
couleurs chaudes : majorité relative ou absolue pour Igor Dodon
couleurs froides : majorité relative (vert) ou absolue (bleu) pour Maia Sandu
gris : Transnistrie (pas de scrutin).

### Premier tour
Le 30 octobre 2016, le candidat Igor Dodon de la coalition pro-russe (communistes, socialistes, démocrates-socialistes et quelques autres), dénonçant les faiblesses et les crises dans l’Union européenne et promettant la prospérité grâce à un partenariat plus structuré avec la Russie, arrive en tête du premier tour et obtient 48,3 % des suffrages face à Maia Sandu, candidate de la coalition pro-européenne qui a pris le relais des alliances « Moldavie démocratique » et « Alliance pour l'intégration européenne » (partis social-démocrates « Action et solidarité » et Acasa (« notre maison »), Parti libéral, Parti vert écologiste et quelques autres) qui obtient 38,4 % des suffrages. Le second tour doit se tenir le 13 novembre 2016.
Le programme présenté par Igor Dodon comprend la dénonciation immédiate de l'Accord d'association entre la Moldavie et l'Union européenne, l'adhésion de la Moldavie à l'union douanière Russie-Biélorussie-Kazakhstan, la fédéralisation accrue de la République, revenant à reconnaître juridiquement la non-intégration de la Transnistrie et de la Gagaouzie dans la souveraineté de la Moldavie, et le changement du drapeau de la Moldavie adopté lors de l'indépendance du pays en 1991, qu'il juge trop semblable à celui de la Roumanie voisine, pour le remplacer par un drapeau différent, symbolisant ce qu'il appelle la « nationalité moldave, différente de la roumaine même si on parle la même langue, car une nation est une construction volontaire qui ne dépend pas de la langue, et nous, nous voulons construire notre propre nation ».
Le programme présenté par Maia Sandu comprend le renforcement de l'accord d'association avec l'UE, la privatisation progressive de l'économie par petits lots pour développer la classe moyenne afin d'intégrer le pays dans l'économie européenne, et l'attribution aux autochtones des mêmes droits culturels que ceux des minorités (selon la constitution actuelle, seules les minorités peuvent se considérer membres de nations dépassant les frontières de la République et définies par leurs langues, histoires et traditions propres, tandis que les moldaves autochtones, s'ils s'affirment membres de la nation roumaine dont ils partagent le passé et la langue, se placent dans la situation paradoxale d'être considérés comme allogènes dans leur propre pays, comme en témoignent les recensements). Ce dernier point concerne la construction de la nation moldave qui, selon Maia Sandu, doit s'appliquer de la même manière à tous les citoyens du pays sans distinction, conformément au droit du sol et au droit international (selon lesquels ce sont tous des Moldaves, quelles que soient leurs langues et histoires) et pas seulement aux roumanophones pour les empêcher de s'affirmer comme Roumains, tandis que les Russes, les Ukrainiens et tous les autres sont, pour leur part, libres de se considérer membres de leurs communautés linguistiques respectives, par-delà les frontières de la République,.

### Second tour

Candidat arrivé en tête par Raion au second tour.

Au second tour le taux de participation est de 53,27 % soit 1 601 425 votants, donnant Igor Dodon gagnant avec 52,18 % des voix (835 210 voix) contre 47,82% pour Maia Sandu (765 460 voix, soit une différence de 69 750 voix). Il semble que les multiples signaux de faiblesse de l'Union européenne et de l'OTAN (attitude vis-à-vis de la Grèce, non-intervention dans le drame ukrainien, Brexit, passage de relais à la Russie en Syrie, accueil fait aux migrants, déclarations isolationnistes de divers dirigeants européens et de Donald Trump...) auraient inspiré ce résultat,, que la Moldavie partage d'ailleurs avec la Bulgarie dont les électeurs ont, eux aussi, élu également le 13 novembre 2016 un candidat eurosceptique pro-russe, Roumen Radev.